# Paul Reeves
Paul Reeves (ur. 6 grudnia 1932 w Wellington, zm. 14 sierpnia 2011 w Auckland) – nowozelandzki hierarcha anglikański, dyplomata i polityk. W latach 1980–1985 prymas Nowej Zelandii, a od 1985 do 1990 jej gubernator generalny.
Po studiach teologicznych, w 1958 został wyświęcony na diakona anglikańskiego. Krótko pracował w parafii w Tokoroa, po czym wyjechał na 5 lat do Anglii, gdzie zarówno pogłębiał swoją edukację, jak i pracował duszpastersko. W 1960 uzyskał tam pełne święcenia kapłańskie. Po powrocie do Nowej Zelandii był proboszczem parafii św. Pawła w Ōkato, następnie wykładowcą historii Kościoła w Kolegium św. Jerzego w Auckland (głównej uczelni kształcącej nowozelandzkie duchowieństwo), a później dyrektorem ds. edukacji w diecezji Auckland.
W 1971 został biskupem Waiapu. Osiem lat później został biskupem Auckland, a w 1980 równocześnie arcybiskupem i prymasem Nowej Zelandii i Polinezji. W 1985 został mianowany gubernatorem generalnym Nowej Zelandii. Wywołało to pewne kontrowersje, zarówno ze względu na jego stan duchowny, jak i wcześniejsze wyraziste artykułowanie poglądów politycznych. Z drugiej strony kandydatura ta wywołała entuzjazm liderów maoryskich, gdyż Reeves był pierwszym gubernatorem generalnym z domieszką krwi tej właśnie grupy. Jedną z ciekawszych jego decyzji jako gubernatora było wstąpienie do stowarzyszenia mieszkańców dzielnicy, gdzie położona jest gubernatorska rezydencja, i organizowanie w niej spotkań dla osób z sąsiedztwa.
Po zakończeniu swej kadencji, Reeves wyjechał do USA, gdzie był obserwatorem przy ONZ z ramienia Kościołów anglikańskich, a równocześnie anglikańskim biskupem pomocniczym Nowego Jorku. Później zajął się pracą naukową i dyplomatyczną, będąc m.in. jednym z wysłanników Wspólnoty Narodów do RPA i na Fidżi. Następnie pełnił funkcję kanclerza Auckland University of Technology.